# Brigitte Sleeking
Brigitte Sleeking (Dordrecht, 19 marzo 1998) è una pallanuotista olandese, attaccante del Donk Gouda.

## Carriera
Giocatrice dal fisico importante, ma longilineo, tecnicamente completa (capace di giocare con efficacia sia in difesa che in attacco), si è formata sportivamente nel club della sua città natale, il Dordrecht, col quale ha giocato fino all'età di 15 anni.
Dopo un ulteriore lustro trascorso al ZVL di Leida, nel 2017 si trasferisce in Spagna per giocare col Sant Andreu di Barcellona, dove rimane fino al 2019, quando torna in patria e passa al Donk Gouda per due stagioni; fa seguito nel 2021 il trasferimento all'Olympiakos. Dopo essere passata al Vouliagmeni nel 2023, l'anno successivo fa ritorno al Donk Gouda.
Nel 2013 entra nel giro della nazionale giovanile. Due anni dopo prende parte al torneo dei Giochi europei a Baku. Nel 2016 fa parte della selezione Oranje che vince il titolo europeo juniores a L'Aia e pochi mesi dopo debutta nella nazionale maggiore, in occasione della World League 2017. Nel 2018 è convocata nuovamente per la World League (conclusa al secondo posto) e per gli Europei (poi vinti). Nel 2023 si laurea campionessa del mondo con la nazionale oranje in occasione del torneo iridato di Fukuoka, mettendo peraltro a segno il rigore decisivo nella finale contro la Spagna. L'anno successivo si laurea, invece, campionessa europea per la seconda volta in carriera. Viene anche insignita del titolo di pallanuotista dell'anno dalla World Aquatics.

## Palmarès

### Club
- Campionato olandese: 2

ZVL Leiden: 2014, 2016
- KNZB Beker: 3

ZVL Leiden: 2014, 2015, 2016
- Supercoppa dei Paesi Bassi: 1

Donk Gouda: 2019
- Campionato greco: 2

Olympiakos: 2022, 2023
- Coppa di Grecia: 2

Olympiakos: 2022, 2023
- LEN Euro League Women: 1

Olympiakos: 2022
- Supercoppa LEN: 2

Olympiakos: 2021, 2022

### Nazionale
- Olimpiadi

Parigi 2024: 
- Mondiali

Budapest 2022: 
Fukuoka 2023: 
- Europei

Barcellona 2018: 
Eindhoven 2024: 
- Coppa del mondo

Long Beach 2023: 
- World League

Kunshan 2018: 
- Europei giovanili

L'Aia 2016: 

## Riconoscimenti
- Pallanuotista dell'anno World Aquatics: 2022